# Черменское сельское поселение
Черменское се́льское поселе́ние — муниципальное образование в Пригородном районе Северной Осетии Российской Федерации.
Административный центр — село Чермен.

## История
Статус и границы сельского поселения установлены Законом Республики Северная Осетия-Алания от 5 марта 2005 года № 18-рз «Об установлении границ муниципального образования Пригородный район, наделении его статусом муниципального района, образовании в его составе муниципальных образований - сельских поселений и установлении их границ»

## Население
| 2002    | 2010    | 2011    | 2012    | 2013    | 2014    | 2015    |
| ------- | ------- | ------- | ------- | ------- | ------- | ------- |
| 8401    | ↗11 766 | ↘11 732 | ↘11 177 | ↘10 761 | ↘10 422 | ↘10 259 |
| 2016    | 2017    | 2018    | 2019    | 2020    | 2021    | 2023    |
| ↘9846   | ↘9521   | ↘9302   | ↘9028   | ↘8828   | ↗11 196 | ↘10 955 |
| 2024    |         |         |         |         |         |         |
| ↘10 701 |         |         |         |         |         |         |

## Состав сельского поселения
| № | Населённый пункт | Тип населённого пункта       | Население |
| - | ---------------- | ---------------------------- | --------- |
| 1 | Новое            | село                         | ↘3040     |
| 2 | Чермен           | село, административный центр | ↘8156     |